# Sajópetri
Sajópetri è un comune dell'Ungheria di 1 372 abitanti (dati 2019) . È situato nella contea di Borsod-Abaúj-Zemplén.

## Geografia fisica
Sajópetri si trova 14 chilometri a sud-est del capoluogo della contea, la città di Miskolc - all'inizio delle pianure sui meandri del fiume Sajó. Comuni limitrofi nel raggio di cinque chilometri sono Sajólád, Kistokaj, Ónod  e Bőcs.

## Storia
Nel 1950 si unisce con il comune Ládpetri, dal quale si separa nel 1958

## Monumenti e luoghi d'interesse
- Chiesa greco-cattolica Szent Mihály főangyal ("Arcangelo Gabriele"), costruita nel 1781
- Chiesa cattolica romana Regina del Rosario, del 1994, la quale ospita una statua a József Mindszenty
- Weltkriegsdenkmal (memoriale delle due guerre mondiali), opera dello scultore Mihály Albecz
- Bányató ("lago di ghiaia")
- Scavi archeologici della necropoli celtica[2]

## Popolazione
L'82,4% della popolazione si dichiara di origine ungherese e il 8,9% gitana; il 31.5% cattolico romano e il 	25.1% greco-cattolico.